# Wspólnota
Wspólnota – typ zbiorowości oparty na silnych, emocjonalnych więziach, nieformalnej strukturze, dominujący przede wszystkim w społeczeństwach pierwotnych.
W ujęciu Ferdinanda Tönniesa wspólnota (Gemeinschaft) jest przeciwstawnym typem zbiorowości wobec zrzeszenia (Gesellschaft) i charakteryzuje się tym, że więzi wytwarzane są w oparciu o pokrewieństwo lub braterstwo, kontrola społeczna sprawowana jest dzięki tradycji, natomiast podstawą gospodarki we wspólnotach jest własność zbiorowa.
Według dynamicznej teorii wspólnoty jest to ekskluzywna zbiorowość ludzka, którą łączy jakaś trwała więź duchowa. Zbiorowość, w której dla każdego jej członka suma jego więzi „do wewnątrz” przewyższa sumę więzi „na zewnątrz”.
Cechami charakterystycznymi dla wspólnoty są wówczas:
- trwałość – nieprzypadkowość, nieprzelotność;
- duchowość – coś co przekracza sferę interesowności (przeciwnie do stowarzyszenia);
- ekskluzywność – podział na swoich i obcych (ojkofilia i ksenofobia), gdzie przynależność do wspólnoty jest samoistna (np. przez narodziny) i dożywotnia;
- tradycja – rozciągłość w czasie: pamięć o zmarłych, troska o żywych, jak i nienarodzonych, dążenie do przetrwania. Intensywność troski o wychowanie jest wyrazem żywotności wspólnoty;
- bezwarunkowość przynależności – możemy należeć tylko do jednej wspólnoty duchowej danego poziomu. Jeżeli wydaje się, że jesteśmy członkami dwóch lub więcej wspólnot (na przykład mniejszości narodowe), o tym do której należymy dowiadujemy się w przypadku konfliktu (np. wojny).

Cechy wspólnot posiadają: grupy etniczne, rodziny, społeczności lokalne.